# Erin-ji
Der Erin-ji (jap. 恵林寺) ist ein buddhistischer Tempel in Kōshū in der japanischen Präfektur Yamanashi.

## Geschichte
Er gehört zur Rinzai-shū und wird mit Takeda Shingen in Verbindung gebracht, hat also viele Gemeinsamkeiten mit den Kōfu Gozan in Kōfu. Er ist außerdem einer der Orte, die als Takeda Shingens Grab bekannt sind, und wahrscheinlich auch das echte beherbergt. Er wurde im Jahre 1330 gegründet und später durch Tokugawa Ieyasu erneuert. Im Gründungsjahr noch soll die große Gartenanlage durch Muso angelegt worden sein. Im Jahre 1673 wurden Takeda Shingen und vielen seiner 24 Generäle zu Ehren kleine Monumente auf dem Gelände errichtet. Die heutige Anlage stammt aus dem Jahre 1910, da ein großes Feuer den Tempel 1905 weitgehend zerstörte. Nur das „Rote Tor“ und das Tor das darauf folgt, blieben verschont.

## Museum im Tempel
In dem Tempel befindet sich ein Museum, in dem man für 300 Yen (etwa 3 Euro) einen Rundgang machen kann, dabei sieht man die Räume, die Gärten, (auch Zen-Gärten mit zu Linien gereihten Kieselsteinen und Karpfenteiche mit kleinen Wasserfällen) die umliegenden Gräber und einen überdachten Gang mit „Nachtigallenboden“; betritt man die Dielen, knarren sie laut metallisch, weil sie auf Metallteilen gelagert sind, eine Vorsichtsmaßnahme gegen Attentäter dieser Zeit. Außerdem sieht man noch einen Friedhof, das Fūrinkazan (-Banner) Takeda Shingens, eine Sänfte, allerlei Nebengebäude, die Feuerstelle und ein Porträt des Begründers des Myōji-Zweigs des Rinzai-shū das man in allen Tempeln Takeda Shingens antrifft. Die hölzerne Gestalt der Figur des Boddhisatwa Fudo-Myo, die auch hier zu sehen ist, soll in etwa der Erscheinung Takeda Shingens entsprechen.

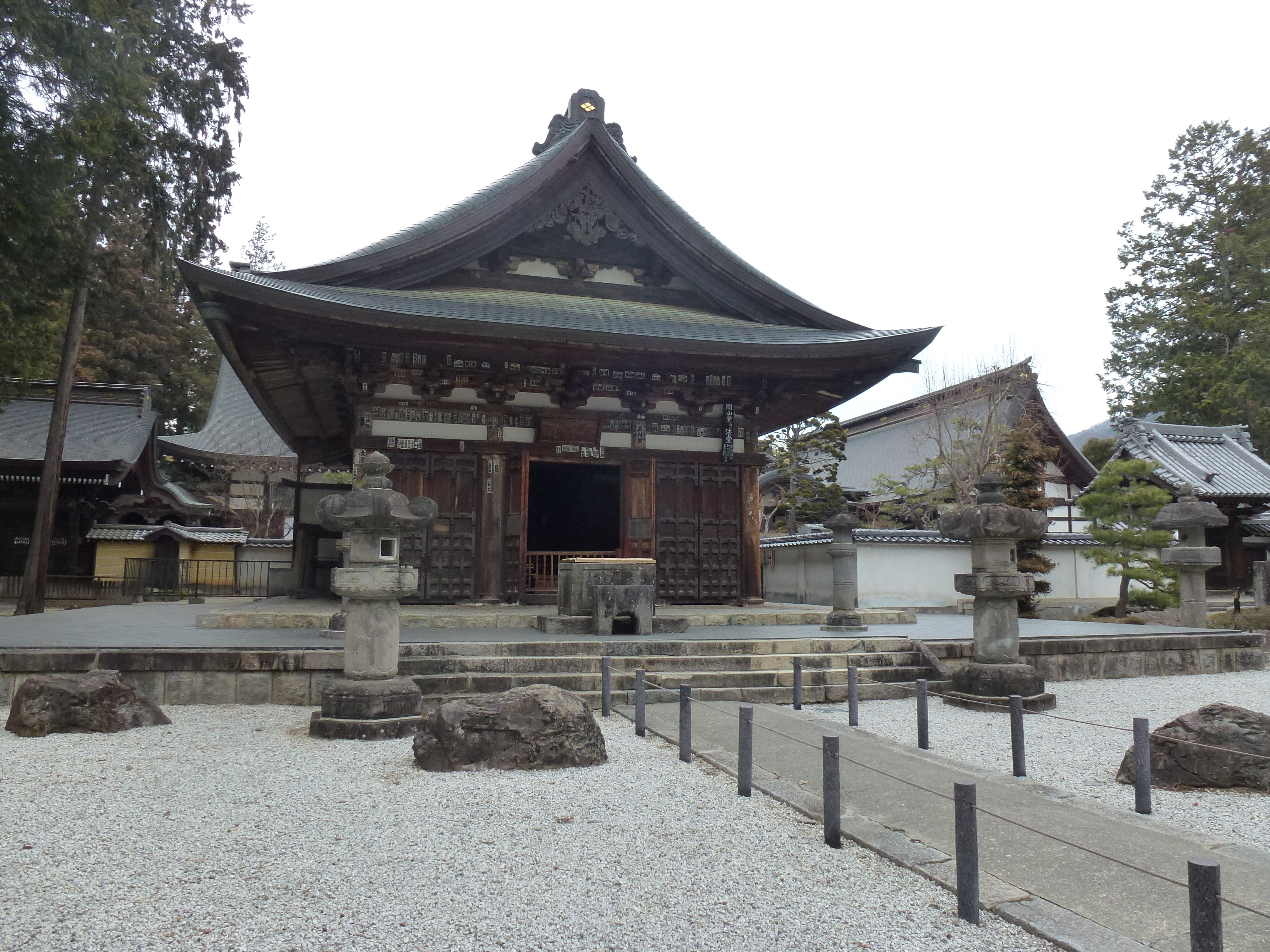
Hauptgebäude
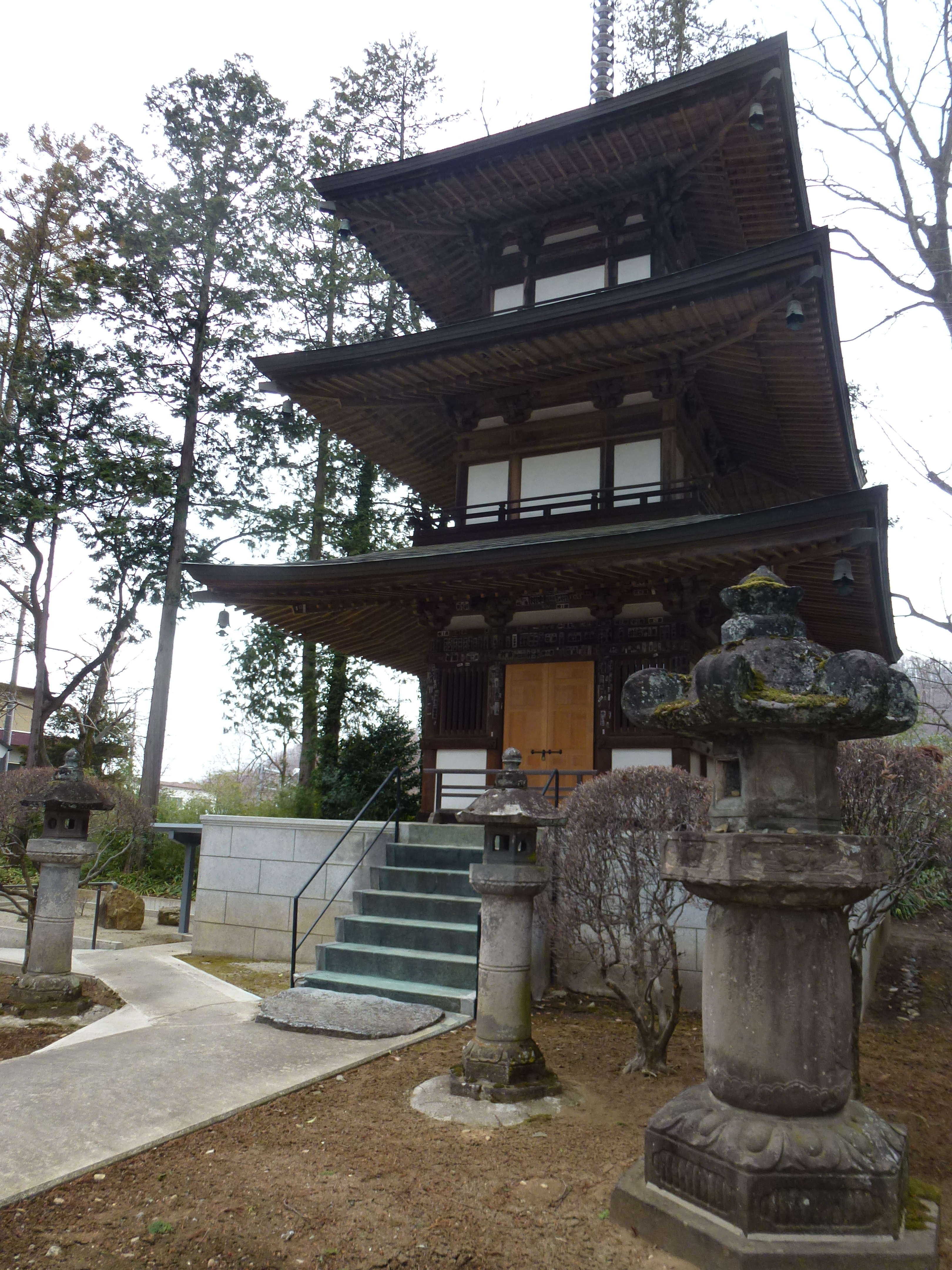
Seitenpagode
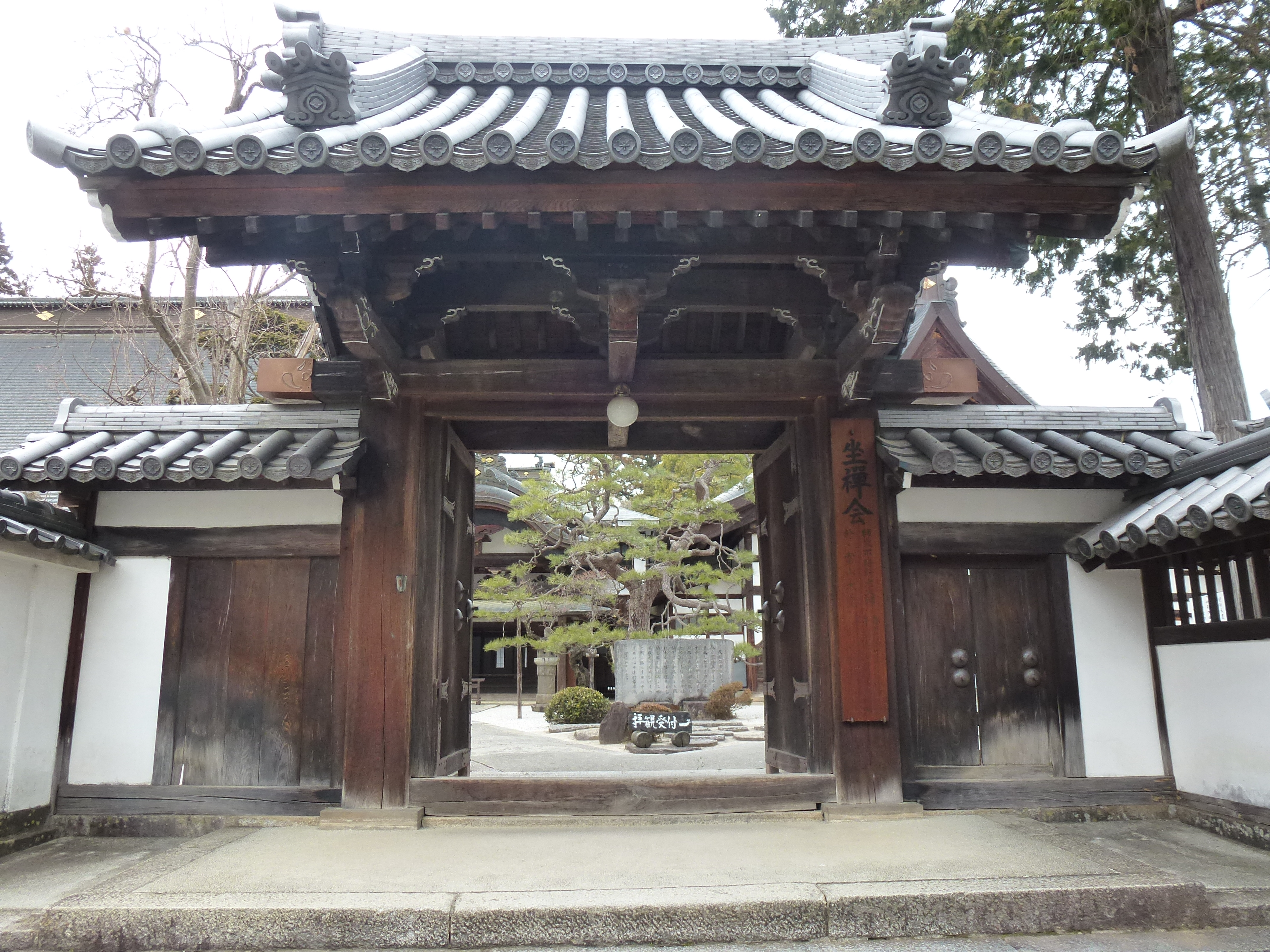
Inneres Haupttor
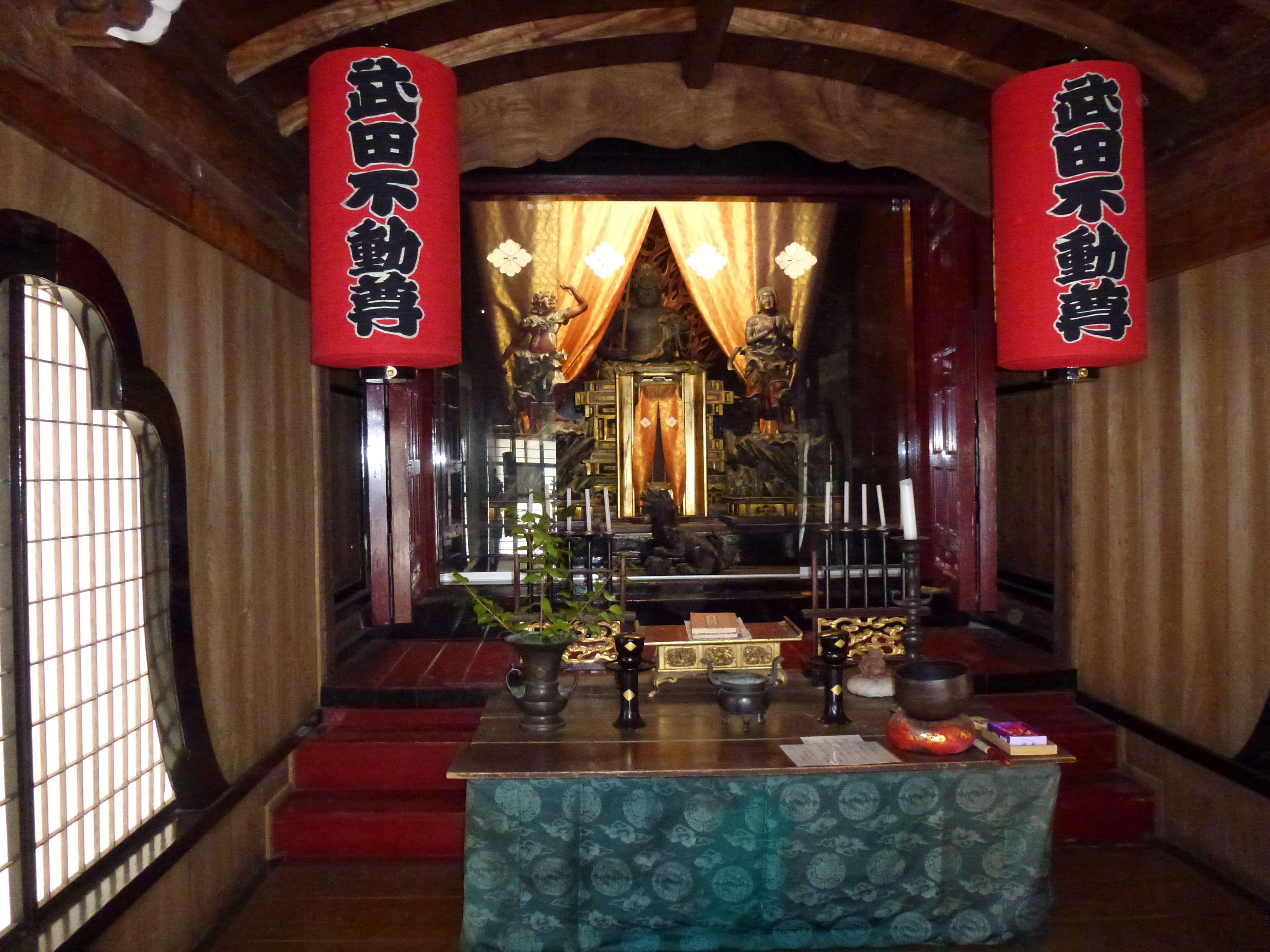
Myōōden (明王殿) mit Takeda-Acala-Wächterstatue (武田不動尊, Takeda fudōson) im Hintergrund
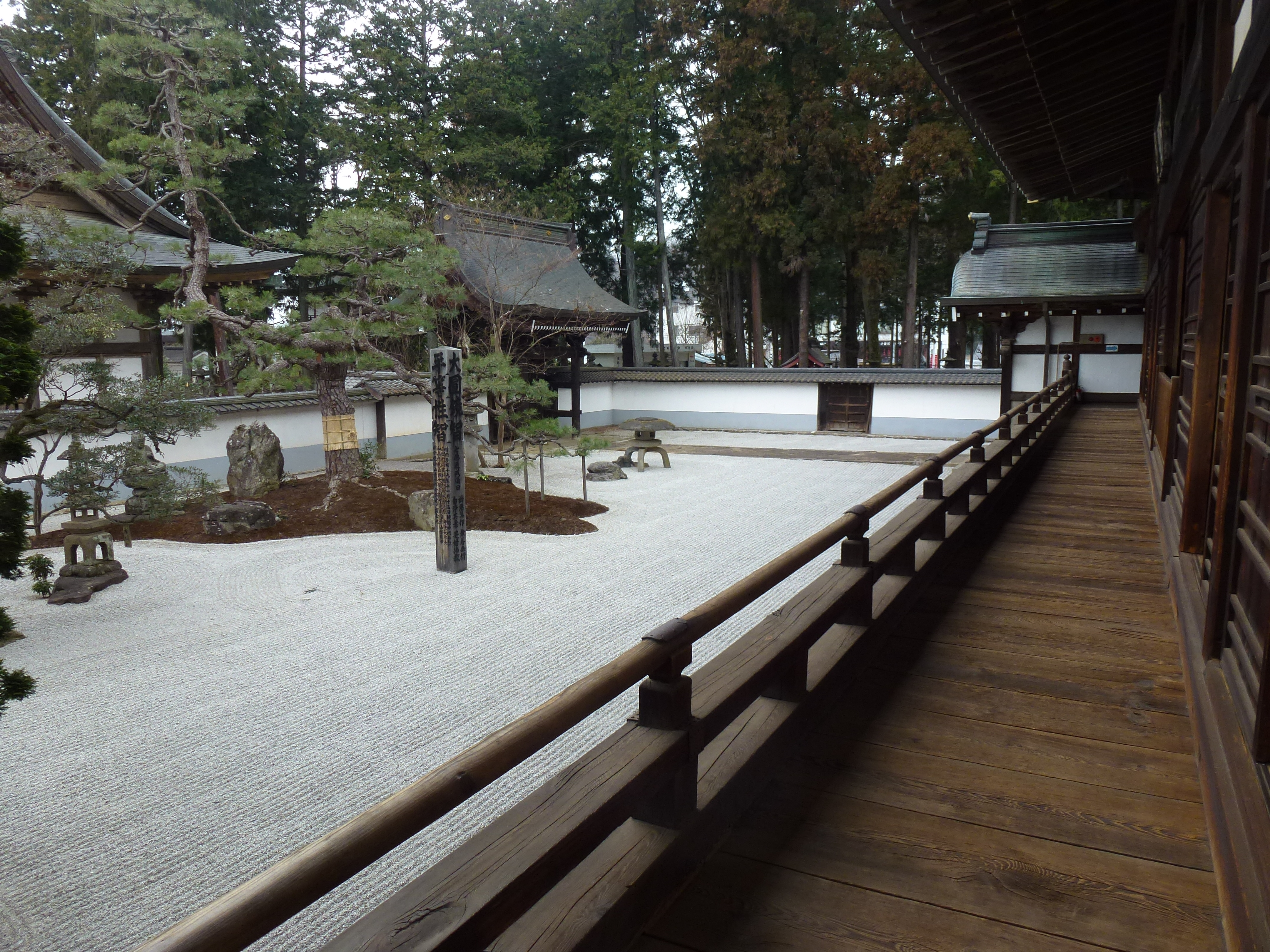
Verandaausblick auf den Innenhof
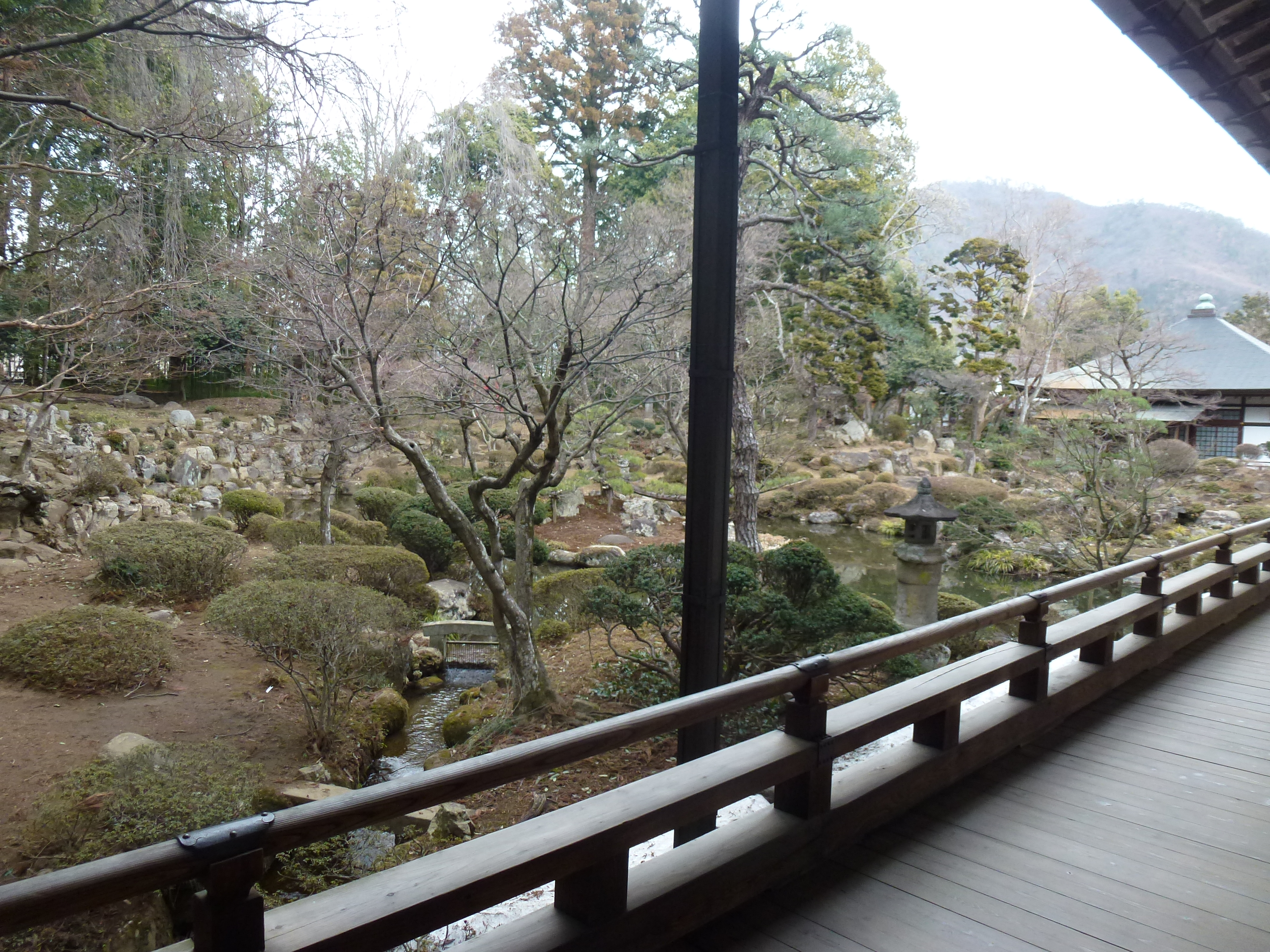
Verandaausblick auf den Garten
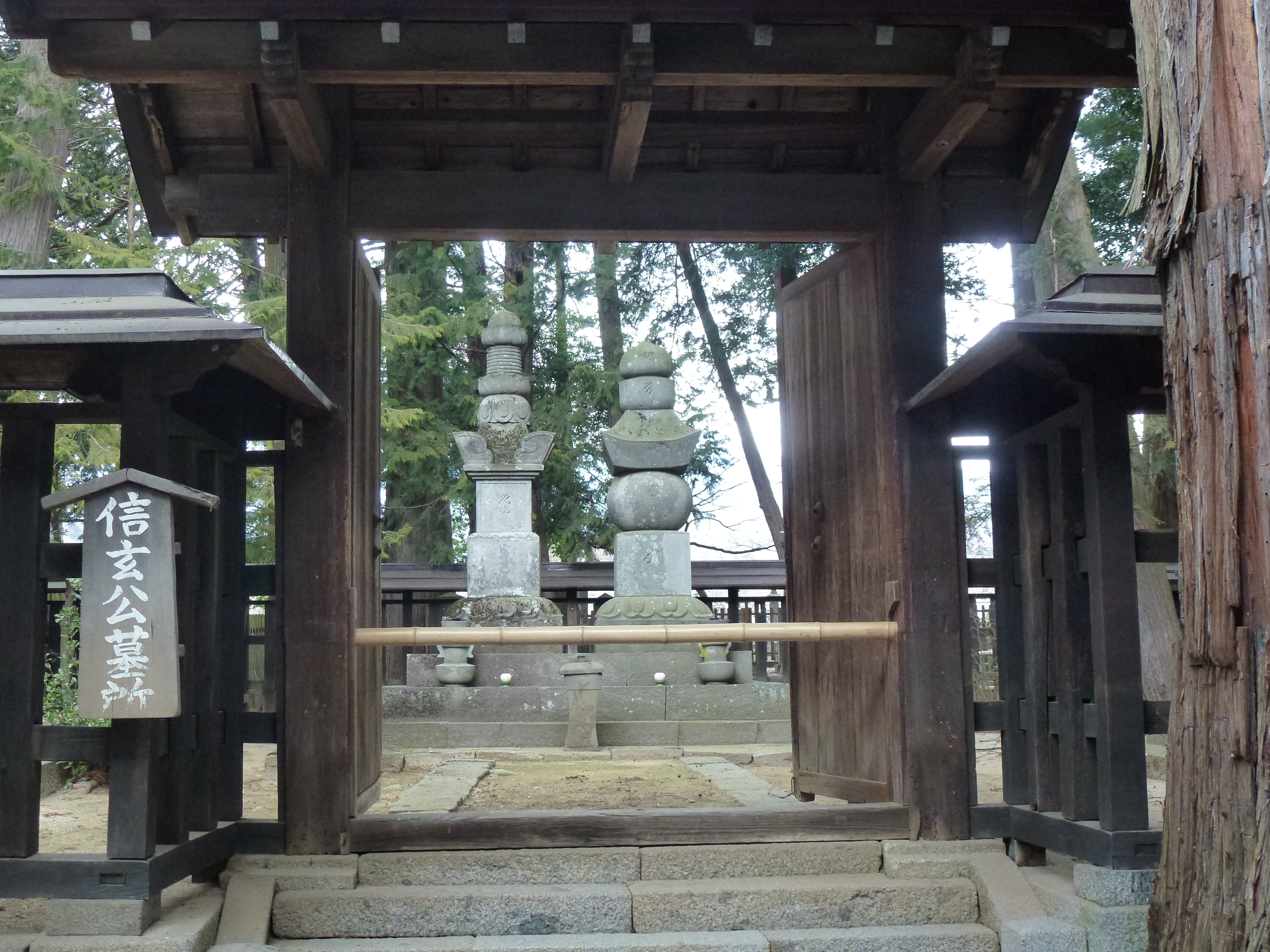
Vermutetes Grab von Takeda Shingen